# Station Hag Fold
Hag Fold is een spoorwegstation van National Rail in Atherton, Wigan in Engeland. Het station is eigendom van Network Rail en wordt beheerd door Northern Rail. Het station is geopend in 1987.